# Frank Murphy (futó)
Frank Murphy (Drumcondra, 1947. május 21. – Dublin, 2017. január 5.) Európa-bajnoki ezüstérmes ír középtávfutó.

## Pályafutása
Az 1969-es athéni Európa-bajnokságon, majd az 1970-es bécsi fedett pályás Európa-bajnokságon ezüstérmet szerzett az 1500 m-es síkfutásban. Részt vett az 1968-as mexikóvárosi és az 1972-es müncheni olimpiai játékokon.

## Sikerei, díjai
- Európa-bajnokság – 1500 m
  - ezüstérmes: 1969, Athén
- Fedett pályás Európa-bajnokság – 1500 m
  - ezüstérmes: 1970, Bécs